# Авариен радиомаяк
Аварийният радиомаяк (на английски: EPIRB, Emergency Position Indicating Radio Beacon) за определяне на местоположението е вид авариен локатор – преносим радиопредавател, захранван с батерии, който се използва при извънредни ситуации за определяне на местоположението на самолети, плавателни съдове (на английски: ELT, emergency locator transmitter) и хора (на английски: PLB, Personal locator beacon), изпаднали в беда и нуждаещи се от незабавно спасяване. В случай на извънредна ситуация, например потъване на кораб или самолетна катастрофа, предавателят се активира и започва да излъчва непрекъснат радиосигнал, който се използва от екипите за търсене и спасяване за бързо локализиране на извънредната ситуация и оказване на помощ. Сигналът се открива от спътници, управлявани от международния консорциум на спасителните служби COSPAS-SARSAT, които могат да откриват аварийни радиофарове навсякъде на Земята, излъчващи на честотата за бедствие на COSPAS 406 MHz. Консорциумът изчислява позицията на радиофара и бързо предава информацията на съответната местна организация за първа помощ, която извършва търсенето и спасяването. Основната цел на тази система е да помогне на спасителите да намерят оцелели в рамките на така наречения „златен ден“ (първите 24 часа след травматично събитие), през който обикновено могат да бъдат спасени по-голямата част от оцелелите. Характеристиката, която отличава съвременния EPIRB, често наричан GPIRB, от другите видове аварийни радиофарове, е, че той съдържа GPS приемник и излъчва позицията си, обикновено с точност до 100 метра (330 фута), за да улесни локализирането. Предишните аварийни радиофарове без GPS могат да бъдат локализирани само в рамките на 2 километра от сателитите COSPAS.
Стандартната честота на съвременния EPIRB е 406 MHz. Това е международно регулирана мобилна радиокомуникационна услуга, която подпомага операциите по търсене и спасяване за откриване и локализиране на бедстващи лодки, самолети и хора. Тя се различава от спътниковата станция за аварийно позициониране с радиомаяк.
Първата форма на тези радиофарове е 121,500 MHz ELT, който е проектиран като автоматичен радиофар за локализиране на катастрофирали военни самолети. Тези радиофарове са използвани за първи път през 50-те години на миналия век от американските военни, а от началото на 70-те години на миналия век са задължителни за използване на много видове търговски самолети и самолети от авиацията с общо предназначение. Честотата и форматът на сигнала, използвани от радиофаровете ELT, не са били предназначени за сателитно откриване, което е довело до система с лоши възможности за откриване на местоположението и с големи закъснения при откриването на активирани радиофарове. Мрежата за спътниково откриване е изградена, след като радиофаровете ELT вече са в обща употреба, като първият спътник е изстрелян едва през 1982 г., а дори и тогава спътниците осигуряват само откриване, като точността на определяне на местоположението е приблизително 20 км. По-късно технологията е разширена, за да обхване използването ѝ на плавателни съдове в морето (EPIRB), на отделни лица (PLB и, от 2016 г., MSLD). Всички те са преминали от използването на 121,500 MHz като основна честота към използването на 406 MHz, която е предназначена за откриване и определяне на местоположението чрез сателит.
От създаването на COSPAS-SARSAT през 1982 г. радиомаяците за бедствие са помогнали за спасяването на над 28 000 души в повече от 7000 бедствени ситуации. Само през 2010 г. системата е предоставила информация, използвана за спасяването на 2388 души в 641 бедствени ситуации.